# Stade Szőnyi út
Le Stade Szőnyi út (en hongrois : Szőnyi úti Stadion) est un Stade omnisports hongrois, principalement utilisé pour le football, situé à Herminamező, un quartier nord-est de Budapest, la capitale du pays.
Le stade, doté de 12 000 places, sert d'enceinte à domicile aux équipe de football du Budapesti Vasutas Sport Club et du FC Tatabánya (de temps à autre), ainsi qu'à l'équipe de football américain des Wolves de Budapest.
Il porte le nom de la Szőnyi út, du nom de la route qui longe le stade.

## Histoire
Le record d'affluence au stade est de 12 000 spectateurs lors d'une défaite 4-2 des locaux du Budapest VSC contre l'Újpest FC le 25 septembre 1994.